# Paralinhomoeus ordinarius
Paralinhomoeus ordinarius is een rondwormensoort uit de familie van de Linhomoeidae. De wetenschappelijke naam van de soort is voor het eerst geldig gepubliceerd in 1956 door Wieser.